# برد (گروه)
برد (به انگلیسی: Bread) یک گروه موسیقی راک از لس‌آنجلس، کالیفرنیا بود. ۱۳ ترانه آنها در جدول ۱۰۰ برتر بیلبورد بین سال‌های ۱۹۷۰ و ۱۹۷۷ قرار داده شد.
باند از دیوید گیتس (آواز، گیتار، بیس، کیبورد، ویولن، ویولا، ساز کوبه‌ای) تشکیل شد.